# Sergei Nikolajewitsch Glinka
Sergei Nikolajewitsch Glinka (russisch Сергей Николаевич Глинка, wiss. Transliteration Sergej Nikolaevič Glinka; * 1777 oder 1775 oder 1776; † 1847) war ein russischer Schriftsteller.

## Leben
1796 ging Glinka als Leutnant in den Militärdienst. Seit 1799 lebte er als verabschiedeter Major in Moskau. Er gab 1808–1821 den Russischen Boten heraus, der bis 1813 einen großen Einfluss im patriotischen Sinne gegen Napoleon ausübte.
Glinka war als Jugendschriftsteller bekannt, etwa durch die mehrbändige Russische Geschichte für die Jugend oder seine 12-bändige Lektüre für Kinder von 1821.
Von seinen sonstigen zahlreichen Schriften sind erwähnenswert:
- Memoiren aus dem Jahre 1812
- Memoiren über Moskau und das Ausland von 1812 bis 1815